# 白家镇
白家镇，是中华人民共和国重庆市垫江县下辖的一个乡镇级行政单位。

## 行政区划
白家镇下辖以下地区：
农安社区居委、湖滨社区、合兴村、云龙村、烟坡村、鸿鹤村、云山村、丛林村、三角村、观斗村、团石村和静丰村。